# Castro (Lugo)
Castro (llamada oficialmente Santo André de Castro) es una parroquia y una aldea española del municipio de Lugo, en la provincia de Lugo, Galicia.

## Otras denominaciones
La parroquia también es conocida por el nombre de San Andrés de Castro.

## Organización territorial
La parroquia está formada por nueve entidades de población, constando ocho de ellas en el nomenclátor del Instituto Nacional de Estadística español:
- Agro do Santo (O Agro do Santo)
- Anguieiro
- Camiño do Santo
- Camiño do Vilar
- Castro
- Conturiz
- Cuco (O Cuco)
- Fontao
- San Amaro

## Demografía

### Parroquia
| Gráfica de evolución demográfica de Castro (parroquia) entre 2000 y 2020 |
|                                                                          |
| Datos según el nomenclátor publicado por el INE.                         |

### Aldea
| Gráfica de evolución demográfica de Castro (aldea) entre 2000 y 2020 |
|                                                                      |
| Datos según el nomenclátor publicado por el INE.                     |